# 阴生桫椤
阴生桫椤（学名：Alsophila latebrosa）为桫椤科桫椤属下的一个种。模式标本采自槟榔屿。